# Born to Make You Happy
«Born to Make You Happy» (с англ. — «Рождена сделать тебя счастливым») — четвёртый сингл американской певицы Бритни Спирс с её дебютного студийного альбома …Baby One More Time, выпущенный 6 декабря 1999 года на лейбле Jive Records. Перед записью трека Спирс попросила авторов, Андреаса Карлсона и Кристиана Лундина, переписать текст, так как песня была сексуальной. Певица изначально записала песню в марте 1998 года, но позже в том же году вернулась в студию для перезаписи вокала. Танцевальная тин-поп песня рассказывает об отношениях, которые пытается исправить девушка. Она не понимает, что пошло не так, ведь она «рождена, чтобы сделать [её возлюбленного] счастливым».
«Born to Make You Happy» получила смешанные отзывы от критиков, которые хвалили Бритни за создание «будущей классики» и успешного сингла, хотя и называли песню неинтересной, как другие баллады с альбома. Песня была очень успешна во всём мире, достигнув #1 в Ирландии, а также топ-5 в Бельгии, Финляндии, Германии, Нидерландах, Норвегии, Швеции и Швейцарии. В Великобритании песня тоже заняла первое место и остается шестым самым успешным синглом Спирс в этой стране. Музыкальное видео было снято Билли Вудраффом. В клипе Спирс представляет, себя вместе со своим любимым. Спирс исполняла «Born to Make You Happy» во время четырёх мировых турне.

## Запись
До записи дебютного альбома Спирс представляла себя, исполняющую «музыку Шерил Кроу, но моложе, и музыку для более взрослой аудитории». Однако, певица согласилась с мнением её продюсеров, которые считали объективным ориентироваться на подростковую аудиторию в то время. Она отправилась в Швецию, в Стокгольм, где с марта по апрель 1998 года на студии Cheiron Studios с продюсерами Максом Мартином, Деннизом Попом и Рами Якубом была записана половина альбома. Песня «Born to Make You Happy» была написана Кристианом Лундином и Андреасом Карлсоном и спродюсирована Лундином. Песня стала первой работой этого дуэта. Спирс изначально записала песню в марте 1998 года на студии Battery Studios в Нью-Йорке. Позже, в апреле того же года, на студии Cheiron Studios она записала новый вокал, который использовался в альбомной версии песни. Оригинальный вокал был использован на версии «Bonus Remix». Песня была смикширована Максом Мартином также на студии Cheiron Studios. Эсбджерн Ехрвол играл на гитаре, за клавишные инструменты и программирование отвечал Лундин. Бэк-вокалистами выступили Карлсон и Нана Хедин. «Born to Make You Happy» была выпущена как четвёртый сингл с альбома …Baby One More Time 6 декабря 1999 года.

## О песне
«Born to Make You Happy» — танцевальная тин-поп песня, длящаяся четыре минуты и три секунды. Текст песни рассказывает об отношениях, которые хочет исправить девушка. Она пытается узнать, что пошло не так, и поправить, ведь она понимает, «Я не знаю, как жить без твоей любви/Я рождена, чтобы делать тебя счастливым».
Дэвид Гонтлетт, автор книги Media, gender, and identity: an introduction (2002), отметил что, несмотря на желание быть с любимым в песне, «поклонники Спирс рассматривают певицу как твёрдую, сильную и уверенную девушку, как пример того, что молодые женщины могут быть самостоятельными». Спирс рассказала в интервью Rolling Stone о том, что просила авторов переписать текст песни. «Я попросила их изменить слова 'Born to Make You Happy'. Это была сексуальная песня», призналась она. «Я сказала им, 'Это, наверное, слишком взрослая лирика для меня'. Я не хочу перебарщивать, не хочу портить свою репутацию. Если бы я была вроде Мисс Примадонна, это было бы не слишком умно. Я хочу иметь место в обществе, чтобы расти.»

## Отзывы критиков
«Born to Make You Happy» получила смешанные отзывы от музыкальных критиков. Кайл Андерсон с MTV назвал припев песни «немного нерасполагающим», отметив, что первые строчки «должны были отобразить чувства, которые поймет страдающий от любви 16-летний подросток, но в итоге кажется, что Спирс пытается стать гейшей». Крэйг Макиннис с газеты The Hamilton Spectator сказал: «[„Born to Make You Happy“] находится на грани фанатичного поклонения мужчинам, так что даже Тиффани позавидует». Майк Росс с Edmond Sun отметил, что Спирс наделяет песню эмоциями, и «главная мысль песни — не просто сладкие слова о любви. […] Чувствуется Girl power». Аманда Мюррей с Sputnikmusic считала «Born to Make You Happy» «зрелой, но незаметной песней», а Энди Печ-Джекс с musicOMH назвал трек «будущей классикой».

## Коммерческий успех
29 января 2000 года «Born to Make You Happy» дебютировала с первой строчки британского хит-парада. С продажами более 200,000 копий в Великобритании песня получила серебряную сертификацию BPI. Согласно The Official Charts Company, сингл «Born to Make You Happy» был продан тиражом более 325,000 копий в стране. Это её шестой самый продаваемый сингл в Британии. В Ирландии песня также дебютировала с первого места 20 января 2000 года, достигнув #2 в чарте European Hot 100 Singles. В Швеции «Born to Make You Happy» дебютировал с четвёртой строчки 23 декабря 1999 года, на следующей неделе поднявшись на второе место. Песня получила платиновую сертификацию IFPI с продажами более 30,000 копий в стране. В Германии песня получила золотую сертификацию BMVI и расположилась на третьем месте в чарте. Во Франции «Born to Make You Happy» достигла девятой позиции и получила серебряную сертификацию SNEP.

## Музыкальное видео
Режиссёром клипа был выбран Билли Вудрафф. Клип был спродюсирован Geneva Films, а хореографию разработал Уэйд Робсон. Съёмки проходили в Лос-Анджелесе. Видеоклип на песню начинается с момента, когда героиня певицы Бритни Спирс пробуждается ото сна. Во вступительной части клипа показаны сцены, демонстрирующие мечты главной героини, в которых девушка хочет видеть рядом с собой любимого ей человека. Девушка находится в футуристической комнате, отделанной синими тонами стен. Сцены в этих декорациях журналист MTV Эллен Томпсон назвала самыми сексуальными в видео. Развитие сюжета продолжается на крыше жилого дома, где расположена комната, в которых девушка предается мечтам. На крыше девушка выполняет элементы энергичного танца, она одета в красную кофту и чёрную юбку. В финальной части видео, в своей мечте девушка встречается со своим возлюбленным, пришедшим в её комнату, чтобы увидеть её. В конце клипа показано, как влюблённая пара играет между собой в игру-борьбу с подушками.

## Выступления
Бритни исполняла «Born to Make You Happy» во время четырёх мировых турне. В своем первом концертном туре, ...Baby One More Time Tour, она исполняла песню на лестнице, а исполнение песни во время Crazy 2k Tour представляло собой хореографический номер. На концертах Oops!... I Did It Again Tour Спирс пела «Born to Make You Happy» в пижаме и шлепанцах. В последний раз «Born to Make You Happy» была исполнена во время Dream Within a Dream Tour, во время номера Бритни появлялась из гигантской музыкальной шкатулки в образе балерины, исполняя песню вместе с «Lucky» и «Sometimes». Спирс выступала c «From the Bottom of My Broken Heart» и «Born to Make You Happy» на концерте Disney Channel in Concert в 1999 году. Выступления были сняты и включены в первый видео-релиз Спирс, Time Out with Britney Spears. Она также исполнила песню на испанской телевизионной программе Música sí в 1999 году. В том же году она выступала с песней на специальном рождественском выпуске британской программы Top of the Pops 25 декабря 1999 года, на Национальной Лотерее в Великобритании и на других британских телешоу, Blue Peter и Pepsi Chart.

## Список композиций
| - U.K. CD 1. «Born to Make You Happy» (Radio Edit) — 3:35 2. «Born to Make You Happy» (Bonus Remix) — 3:40 3. «(You Drive Me) Crazy» (Jazzy Jim’s Hip-Hop Mix) — 3:40 - U.K. Cassette 1. «Born to Make You Happy» (Radio Edit) — 3:35 2. «Born to Make You Happy» (Bonus Remix) — 3:40 3. «…Baby One More Time» (Answering Machine Message) — 0:21 | - European CD 1. «Born to Make You Happy» (Radio Edit) — 3:35 2. «Born to Make You Happy» (Bonus Remix) — 3:40 3. «(You Drive Me) Crazy» (Jazzy Jim’s Hip-Hop Mix) — 3:40 4. «…Baby One More Time» (Answering Machine Message) — 0:21 - The Singles Collection Boxset Single 1. «Born to Make You Happy» (Radio Edit) — 3:35 2. «Born to Make You Happy» (Bonus Remix) — 3:40 |

## Участники записи
- Бритни Спирс — вокал
- Кристиан Лундин — автор, продюсер, клавишные, программирование
- Андреас Карлсон — автор, бэк-вокал
- Нана Хедин — бэк-вокал
- Эсбджерн Ехрвол — ударные, гитара
- Макс Мартин — смешивание
- Майкл Такер — звукорежиссёр
- Реза Сафина — помощник звукорежиссёра
- Том Койн — мастеринг

Источник:

## Чарты и сертификации

### Недельные чарты
| Чарт (1999/2000)                    | Высшая позиция |
| ----------------------------------- | -------------- |
| Австрия (O3 Austria Top 40)         | 8              |
| Бельгия (Ultratop 50 Flanders)      | 5              |
| Бельгия (Ultratop 50 Wallonia)      | 4              |
| Европа (Music & Media)              | 2              |
| Финляндия (Suomen virallinen lista) | 5              |
| Франция (SNEP)                      | 9              |
| Германия (Media Control AG)         | 3              |
| Ирландия (IRMA)                     | 1              |
| Италия (FIMI)                       | 9              |
| Нидерланды (Dutch Top 40)           | 4              |
| Нидерланды (Mega Single Top 100)    | 6              |
| Норвегия (VG-lista)                 | 3              |
| Испания (PROMUSICAE)                | 16             |
| Швеция (Sverigetopplistan)          | 2              |
| Швейцария (Schweizer Hitparade)     | 3              |
| Великобритания (UK Singles Chart)   | 1              |

| Страна (1999)      | Позиция |
| ------------------ | ------- |
| Германия           | 89      |
| Швеция             | 78      |
| Страна (2000)      | Позиция |
| Бельгия (Flanders) | 46      |
| Бельгия (Wallonia) | 70      |
| Франция            | 59      |
| Германия           | 45      |
| Швеция             | 38      |
| Швейцария          | 23      |
| Великобритания     | 32      |

## Сертификации
| Регион | Сертификация | Продажи  |
| --- | ------------ | -------- |
| Франция (SNEP) | Серебряный   | 125 000* |
| Германия (BVMI) | Золотой      | 250 000^ |
| Швеция (GLF) | Платиновый   | 30 000^  |
| Великобритания (BPI) | Серебряный   | 335,000  |
| * Данные о продажах приведены только на основе сертификации. ^ Данные о тиражах приведены только на основе сертификации. |              |          |

## История релиза
| Страна         | Дата            | Формат   | Лейбл |
| -------------- | --------------- | -------- | ----- |
| Австрия        | 6 декабря, 1999 | CD-сингл | Sony  |
| Германия       | 6 декабря, 1999 | CD-сингл | Sony  |
| Швейцария      | 6 декабря, 1999 | CD-сингл | Sony  |
| Франция        | 3 января, 2000  | CD-сингл | Sony  |
| Великобритания | 17 января, 2000 | CD-сингл | Sony  |